# 切捨御免
切捨御免，又稱斬捨御免、無禮討、格殺勿論，是與苗字帶刀同為江戶時代武士的特權。

## 概要
近世時期的武士受到町人、百姓等令武士難以忍受的「無禮」行為時，即使將其斬殺也不會遭受處罰。這是明確記錄在當時江戶幕府將軍德川吉宗的法典《公事方御定書》71條追加條中的。但是，對此的判定是十分嚴格的，基本上是一項拼上自己性命的權利。衹要證據不被認可，很有可能被判死刑，能逃避懲罰的例子是非常罕見的。
切捨御免被認為是制止武士名譽遭無禮行為傷害的正當防衛行為。但這僅是表面上的說法而已，由吵架引發的切捨御免也會被當作「無禮討」來處理。西洋在近代以前是通過決鬥（私鬥）取回名譽。與此相對，日本的切捨御免從維持幕府體制的角度获得了認可。
日本的切捨御免說到底也只是被認為是正當防衛的一環，所以即使也有一些最終出人命的例子，但通常的情況是不會給予致命一擊的。此外，無禮行為與針對其進行的切捨御免必須得是一個連續的過程，若對以前的無禮之行舊事重提而進行切捨御免的話是會被處罰的。
另外，「切捨御免」一詞為江戶時代的產物，但史料上亦多有類似「手討」、「打捨」的說法。

## 所謂「無禮」
某種言語或行為被視作「無禮」（當時亦稱為「不法」「慮外」）是基於個人而定的，而由幕府或藩所認可的可將其斬之的「無禮」則由兩個要素構成：
1. 首先是：衝撞到武士的身體，或是衝撞到其配刀、傘等物的行為
2. 或者是，不為武士讓開道路，橫穿大名行列，坐在比武士更高的地方等等，表現出對武士無敬意的行為。

在犯下以上之類的情況下，不為此而向對其責備的武士謝罪，或是口吐惡語穢言，甚至以武器或相當於武器的東西進行反擊，在有這些行為發生的情況下，這一連串的言行就被認定為「無禮、不法、慮外」。。
無禮討包含恢復對武士侵害名譽這個要素，以及從威脅武士生命的攻擊中保護自己的正當防衛的要素。

## 切捨後
- 斬殺後要立即向役所報告
- 無論發生了怎樣的情況，斬人的責任重大，須於自宅閉門思過二十天以上
- 斬人的刀被視作審訊的證物接受檢查，所以暫時會被扣押
- 必須要有證明無禮行為以及針對這種行為進行切捨正當性的人證等

其適用有一定的嚴格規範。
若沒有證人而無法被認定為切捨御免的情況下，該武士將會接受處分，最糟的情況會受到斬首之刑，而不被允許保留武士名譽准予其切腹，家門斷絕、財產沒收的可能性也很大。因此，在武士本人閉門思過的時候，其家人和郎黨等家臣、同伴會拼命的尋找證人，在看起來沒有找到的希望的情況下，為了保持體面而不等評定的裁決自己切腹的人也是層出不窮。在無禮討時拔刀，對方卻逃亡的情況下，也會被視為武士的不名譽而成為被處罰的對象。
此外，對上意討、無禮打感到不平的人，即使兩者間有著身份的差距（即便是上司），也被允許以脇差之類進行反擊（即使會殺死對方）。倒不如這麽說，如果被斬的一方是士族階級的話，若沒有任何抵抗就接受了無禮打的情況下，反倒會被認為是肩負鎮守國家、征討外敵（軍事警力）責任的武家中的「行為不端者」，即便存活下來亦會受到被剝奪自家的士族身份、被沒收家財屋敷等嚴厲處分，所以，這對無禮打的雙方來說都是生死攸關的。因此也就有了這麽一種情況：上司在實施上意討的時候，首先要讓對方拿起脇差，在形成刀刃相向的局面後再立即將其斬之。
不過，這種騎士精神般的態度也導致出現過適得其反的事。尾張藩家臣朋飼佐平治在路上被町人衝撞，在佐平治對其責難的情況下，町人卻無視之，就想要這麽離去了。佐平治不想對手無寸鐵的町人下手，於是將自己的脇差交給對方以求達成決鬥的形式，但町人卻拿著那把脇差就這麽逃走了，還到處吹噓「俺擊敗了佐平治」。遭受惡評的佐平治不得已只好失蹤，最後為其武士顏面而追查到町人的家，甚至殺害了女人和孩童。
另外，針對其他領地的領民所進行的危害行為，即便是由正當防衛的切捨御免所造成的結果，也要顧慮到這會被視為對該領民所屬的封建領主的敵對行為。也就是說，在幕府直轄地的江戶對町民施暴時，就有可能會被視作對江戶幕府的反叛行為。因此，諸藩雖未對在江戶的執勤者直接提及切捨御免之事，但亦有記錄顯示曾經發出過「要千萬自重，不得挑起與町民間麻煩之事」旨意的訓令。由此而知道自己不會輕易被斬的町民中，也出現了為炫耀或試膽而故意向武士挑釁的人。在被町人侮辱後卻無任何表示之事被朋輩見到的情況下，就會被非議為「懦夫」，甚至會受到「沒有貫徹武士精神」的處罰，甚至因此切腹。因此，武士為了避免在街上遭受到這種恥辱，就必須要避免一人單獨行走。加賀藩《御法度》於寬永八年（1631年）就有如此的規定。特別是在進入戲劇劇場和澡堂之類可以想象到與町人會有密切接觸的場所時，一定要即為謹慎（話雖如此，江戶中期以後的這種劇場、澡堂等大多公共設施中，在脫鞋處的旁邊都會設置寄存刀的刀架）。
如上所述，雖然切捨御免被認為是武士的特權，但卻不能隨意實行，由於不被認定為正當行為的情況的風險也很高，所以實際上執行切捨御免而被承認的事件也不是那麽多。

## 主從關係與無禮討
主人斬殺有不端行為的家臣的情況也叫作無禮討（上意討）。這種情況下的價差不僅僅是武士，也包括了僕役長、男女下人等武士以外的家僕（理論上臨時的雇工也包括在對象以內）。基於主從關係的無禮討被認為是主人對自己的家臣行使懲罰權，所以上述的那種嚴格規定並不適用，殺害行為本身也不被視作刑事責任。不過，還是會被視為對家臣的管理能力上出現問題，以「家中管教不方」為名而被撤職或受到閉門思過的處分。此外，由於這並非正當防衛而是懲罰的性質，所以就算予以對方致命一擊也會被認為是主人的特權。

## 脚註

### 出典
1. 1 2 3 4  谷口（2005）pp.15-18
2. ↑  朝日重章『鸚鵡籠中記』

## 關連條目
- 辻斬
- 決鬥
- 私刑
- 生麥事件